# 函館新幹線総合車両所
函館新幹線総合車両所（はこだてしんかんせんそうごうしゃりょうしょ）とは、北海道亀田郡七飯町および北斗市に所在する北海道旅客鉄道（JR北海道）の車両基地である。

## 概要
北海道新幹線の車両の配置・管理のほか、日常的な検査である仕業検査から大規模な検査と修繕である全般検査までを行う総合車両基地であり、線路や電気設備の保守を行う保守基地を併設している。
事業費は370億円超で、敷地面積は併設される保守基地を含めて約35 ha である。
このほか、基地内には、北海道新幹線内（新青森駅 - 新函館北斗駅間）の運転と車掌業務を担当する函館新幹線運輸所（はこだてしんかんせんうんゆじょ）と関連のグループ会社がある。

## 歴史
認可時の車両基地本体の名称は函館総合車両基地（はこだてそうごうしゃりょうきち）であった。
- 2008年（平成20年）2月22日 - 路盤整備工事開始[6]。
- 2012年（平成24年）3月15日 - 路盤整備工事完了[6]。
- 2014年（平成26年）
  - 10月1日 - 開業前の試験運転に備えた準備組織として、基地内にJR北海道新幹線準備運輸車両所（しんかんせんじゅんびうんゆしゃりょうしょ）を設置[報道 2]。
  - 10月8 - 13日 - 北海道新幹線用車両（H5系）第1編成が川崎重工業兵庫工場から搬入[新聞 2][新聞 3][新聞 4][新聞 5][新聞 6]。新幹線準備運輸車両所の所属となる。
- 2015年（平成27年）
  - 6月 - 新青森 - 新函館北斗間開業時に使用するH5系4編成すべての陸揚げが完了[新聞 7]。
  - 7月31日 - JR北海道新幹線準備運輸車両所を函館新幹線総合車両所に名称変更[報道 3]。
- 2016年（平成28年）3月 - 北海道新幹線の新青森 - 新函館北斗間開業に合わせ供用開始。
- 2022年（令和4年）12月 - 本年3月に発生した福島県沖地震により被災し、9月に廃車となったH2編成の一部車両（10両中6両）が搬送された。同車両は今後社員教育用に使用される。

## 設備
新青森駅起点146.820kmの地点に、新函館北斗駅から南側（新青森駅方向）へ向かう新幹線と南東（函館駅方向）へ向かう函館本線に挟まれる形で設置され、新青森方面へ500mほどの地点で本線から入出区用の回送線が分岐している。
主な建物として、仕業交番検査庫、臨修・転削庫、全般検査庫・台車検修場、車体検修場・車体塗装場、保守用車庫などが建設され、これらの外装は函館の赤レンガ倉庫をイメージしたものが採用されている。
線路設備としては、車両基地の南側に着発収容線が4線（10両編成×4本（40両）分）が確保され、2030年度末（予定）の新函館北斗駅 - 札幌駅までの延伸開業時には、12線（10両編成×12本（120両）分）まで拡大する予定である。着発収容線は防雪対策として建屋構造（着発収容庫）となっている。
このほか、仕業交番検査庫に4線、全般検査庫・台車検修庫に2線（全般検査線・台車振替線）、臨修線（臨時修繕線）、車輪転削線、保守用車両の引上線、機廻線、ロングレール運搬重留置線、事業用車車庫、確認車車庫などを備え、札幌延伸開業時の際には、電気軌道総合試験車用の総合試験車線が設置される予定である。
仕業交番検査庫については、交番検査1･2番線と仕業検査線のほかに、一番北寄りの1線は融雪装置付きの融雪線としている。なお、地形の関係からそれぞれの線路を直列に並べることができず、転線を行う際にはいったん引上線に移動して進行方向を変える必要がある。

### 工場設備
全般検査庫・台車検修庫の全般検査線では、入場編成の車両間の切り離し、さらに検査後の編成組成と総合検査を行う。台車振替線では車体昇降移動装置・車体昇降装置を備えており、最大8両を組成した状態で車体と台車の切り離し、台車の取り替えに対応している。
台車検修場は台車関係の検査・組立てを行う設備で、台車解体ライン、台車枠検修設備、輪軸検修ライン、主電動機検修設備、ディスク検修場（ディスクブレーキ検査）、台車組立設備、台車走行試験設備などを備えている。
車体検修場は車体解装場と車体ぎ装場、車体部品検修場から構成されており、床下機器やパンタグラフ、車内の座席等の取り外し、修繕などを行う。建屋1階には主変圧器、主変換装置（CI）、補助電源装置（APU）、連続換気装置、水タンク、空調装置、電動送風機などの検修場があり、2階には空気ブレーキ、弱電気、戸閉機械、連結幌、パンタグラフ、連結器、側引戸（客用ドア）、座席などの検修場がある。
車体塗装場は車体気吹集塵ブース、側面昇降作業台と妻・先頭車用作業台、第1・第2塗装乾燥ブース、自動塗装装置A・Bなどを備えている。台車検修場 - 車体検修場 - 車体塗装場の各建屋間と車体塗装場の東側には入換用の車体トラバーサー（計3基）を備えている。

## 配置車両の車体に記される略号
「函ハシ」…前身の新幹線準備運輸車両所時代から使用している。

## 配置車両
2022年4月1日現在の所属車両は以下のとおり。
- H5系電車（30両）

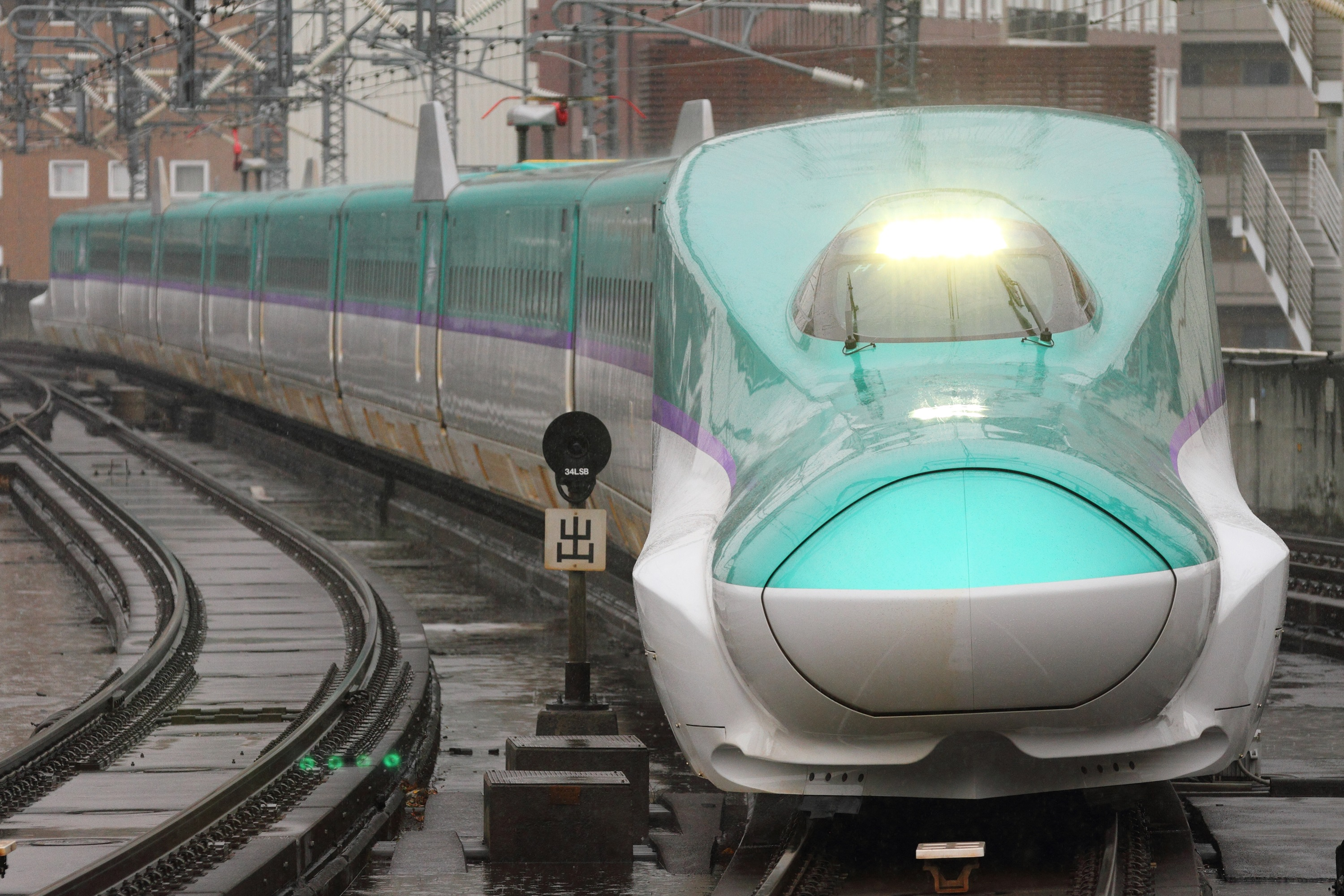
H5系（仙台駅にて）

  - 10両編成3本（H1・H3・H4編成）が配置されている。

北海道・東北新幹線「はやぶさ」の一部列車のほか、東北新幹線「やまびこ」（東京→仙台間）の一部列車に使用される。

### 報道発表資料
1. ↑  『北海道新幹線 冬期対策設備の概要について』（PDF）（プレスリリース）北海道旅客鉄道、2015年1月15日。オリジナルの2015年2月11日時点におけるアーカイブ。2015年1月15日閲覧。
2. 1 2  『北海道新幹線の開業準備に関する今後の取り組みについて』（PDF）（プレスリリース）北海道旅客鉄道、2014年9月10日。オリジナルの2014年9月11日時点におけるアーカイブ。2014年9月10日閲覧。
3. ↑  『北海道新幹線開業に向けた組織の設置について』（PDF）（プレスリリース）北海道旅客鉄道、2015年7月17日。オリジナルの2015年7月17日時点におけるアーカイブ。2015年7月17日閲覧。

### 新聞記事
1. 1 2  “［新幹線 小百科］ 【函館総合車両基地】検査や修理の機能も”. 北海道新聞（どうしんウェブ） (北海道新聞社). (2014年6月19日).  オリジナルの2014年10月31日時点におけるアーカイブ。 2014年10月31日閲覧。
2. ↑  “北海道新幹線4編成40両、年内に納入開始 JR社長会見、総額180億円”. 北海道新聞（どうしんウェブ） (北海道新聞社). (2014年3月13日).  オリジナルの2014年3月20日時点におけるアーカイブ。 2014年3月13日閲覧。
3. ↑  “北海道新幹線車両、函館港に10月陸揚げ 今年まず20両、基地へ陸送”. 北海道新聞（どうしんウェブ） (北海道新聞社). (2014年3月19日).  オリジナルの2014年3月19日時点におけるアーカイブ。 2014年3月19日閲覧。
4. ↑  “これが北海道新幹線車両 きょうにも神戸から搬出”. 北海道新聞（どうしんウェブ） (北海道新聞社). (2014年10月8日).  オリジナルの2014年10月16日時点におけるアーカイブ。 2014年10月9日閲覧。
5. ↑  “北海道新幹線「H5系」函館へ！ 車両、神戸から初出荷”. 北海道新聞（どうしんウェブ） (北海道新聞社). (2014年10月8日).  オリジナルの2014年10月16日時点におけるアーカイブ。 2014年10月9日閲覧。
6. ↑  “函館行きH5系、神戸の運河進む 北海道新幹線、初の搬出”. 北海道新聞（どうしんウェブ） (北海道新聞社). (2014年10月9日).  オリジナルの2014年10月16日時点におけるアーカイブ。 2014年10月9日閲覧。
7. ↑  “北海道新幹線H5系車両、陸揚げ終盤 函館港”. 北海道新聞（どうしんウェブ） (北海道新聞社). (2015年6月25日).  オリジナルの2015年6月25日時点におけるアーカイブ。 2015年6月25日閲覧。